# Eva Doležalová
Eva Doležalová (* 1. června 1972, Praha) je česká historička-medievistka.

## Životopis
Je absolventkou Filozofické fakulty Univerzity Karlovy v Praze, kde v roce 1996 ukončila magisterské studium oboru historie – pomocné vědy historické a archivnictví a roku 2004 získala též doktorát, při němž obhájila práci s názvem Prosopografický výzkum svěcenců pražské arcidiecéze z let 1395–1416.
V současné době působí v Historickém ústavu Akademie věd ČR, kde pracuje jako vedoucí a vědecká pracovnice Oddělení dějin středověku a rovněž zástupkyně ředitele, a v Centru medievistických studií Filosofického ústavu AV ČR. Od roku 2002 externě spolupracuje s Ústavem českých dějin FF UK a od r. 2010 vyučuje na Katedře církevních dějin a literární historie na Katolické teologické fakultě UK.
Badatelsky se specializuje na středověkou historii, zejména pak na témata z církevních dějin, řádového školství, soužití Židů se středověkou společností v českých zemích a další. Je autorkou řady odborných prací.

### Ocenění
- 2021 – Cena předsedkyně Akademie věd za popularizaci v kategorii humanitních věd[5]